# Melese rubricata
Melese rubricata là một loài bướm đêm thuộc phân họ Arctiinae, họ Erebidae.